# Uprawy agawy oraz zabytkowe zakłady przetwórcze w regionie Tequili
Uprawy agawy oraz zabytkowe zakłady przetwórcze w regionie Tequili (hiszp. Paisaje de agaves y antiguas instalaciones industriales de Tequila) – obiekt kulturowy znajdujący się w zachodnim Meksyku, w stanie Jalisco, wpisany w 2006 roku na listę światowego dziedzictwa UNESCO.

## Charakterystyka

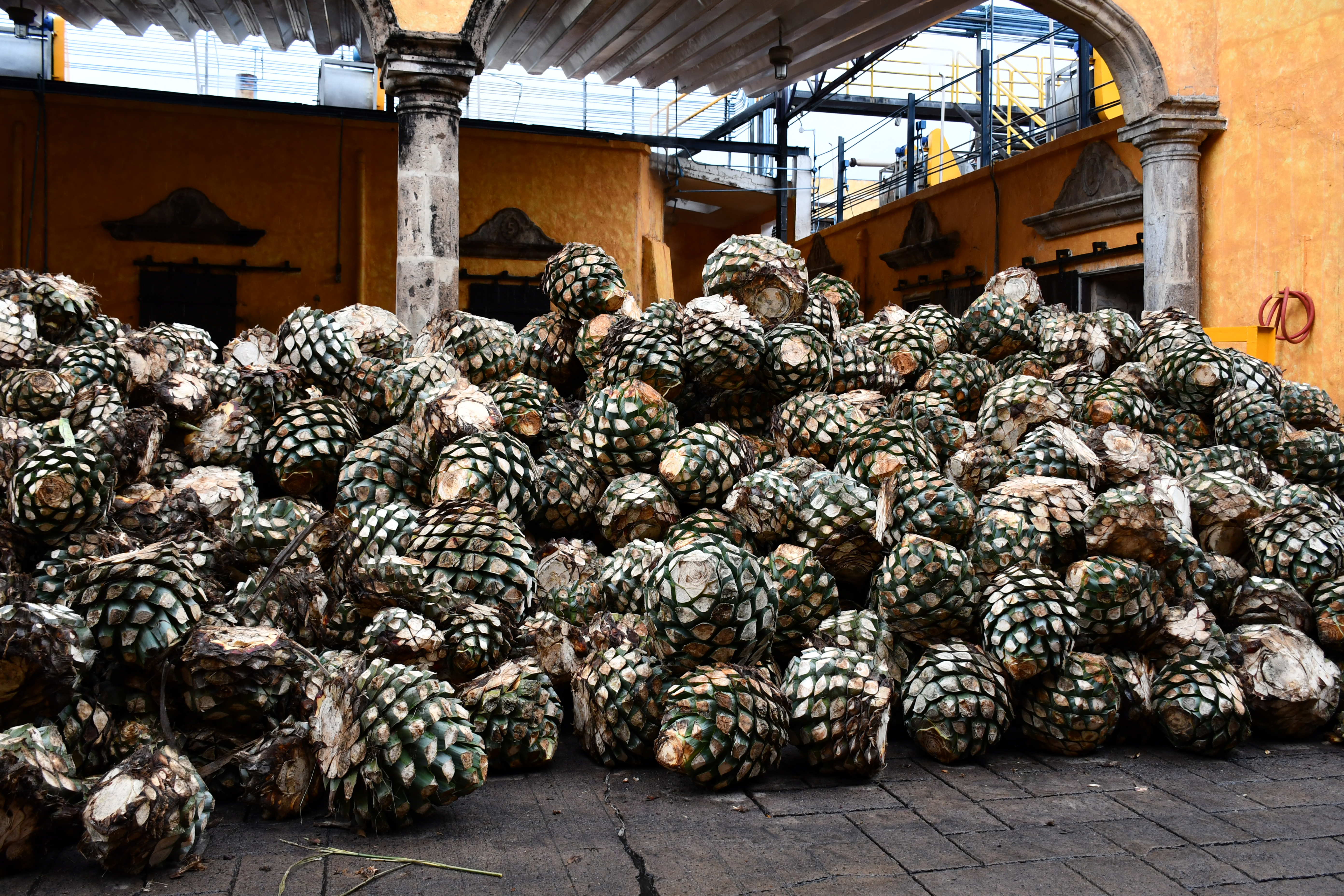
Rdzenie agawy (tzw. piñas) w destylarni José Cuervo w Tequili (2018)

Wpisane na listę światowego dziedzictwa dobro obejmuje obszar o powierzchni 35 018,852 ha (ze strefą buforową wielkości 51 261,334 ha) rozciągający się pomiędzy podnóżem wulkanu Tequila a doliną rzeki Río Grande de Santiago. Region ten stanowi jeden z najważniejszych krajobrazów kulturowych Meksyku. W jego skład wchodzą plantacje agawy niebieskiej (Agave tequilana) – rośliny, która od ponad 2 tysięcy lat używana jest do produkcji sfermentowanych napojów (takich jak pulque) i tkanin, a od XVI wieku wykorzystywana jest do wytwarzania napoju alkoholowego o nazwie tequila i uchodzi za ważny element meksykańskiej tożsamości narodowej.
Oprócz pól agawy obszar ten obejmuje również miejscowości Tequila, El Arenal, Magdalena i Amatitán z gorzelniami założonymi w okresie wzrastającego na świecie popytu na tequilę w XIX i XX wieku, funkcjonującymi do dziś. W okolicy rozsiane są także okazałe rezydencje posiadaczy ziemskich (hacjendy); niektóre pochodzące z XVIII wieku. Zarówno one, jak i destylarnie wzniesione są z suszonej na słońcu cegły pokrytej wapnem w kolorze ochry. Budynki te mają charakterystyczne kamienne łuki oraz narożniki, specjalnie profilowane okna oraz neoklasycystyczne i barokowe zdobienia. Budowle te stanowią zespoły architektoniczne odzwierciedlające rozwój techniki produkcji tequili na przestrzeni 250 lat.
Region Tequili jest przykładem połączenia dawnych, sięgających jeszcze czasów prekolumbijskich, tradycji lokalnego przemysłu z technologią dostarczoną na tereny Meksyku z Europy i pozostałej części Ameryki Północnej. Wykopaliska archeologiczne przeprowadzone w pobliskim Teuchitlán wykazały obecność na tym terenie kultury Teuchitlán, która miała decydujący wpływ na jego rozwój i kształtowała go w latach 200–900 n.e. Jej przedstawiciele zapoczątkowali bowiem system upraw tarasowych na tym obszarze, a pozostałościami po nich są domostwa, wzgórza rytualne, świątynie czy boiska.

## Galeria

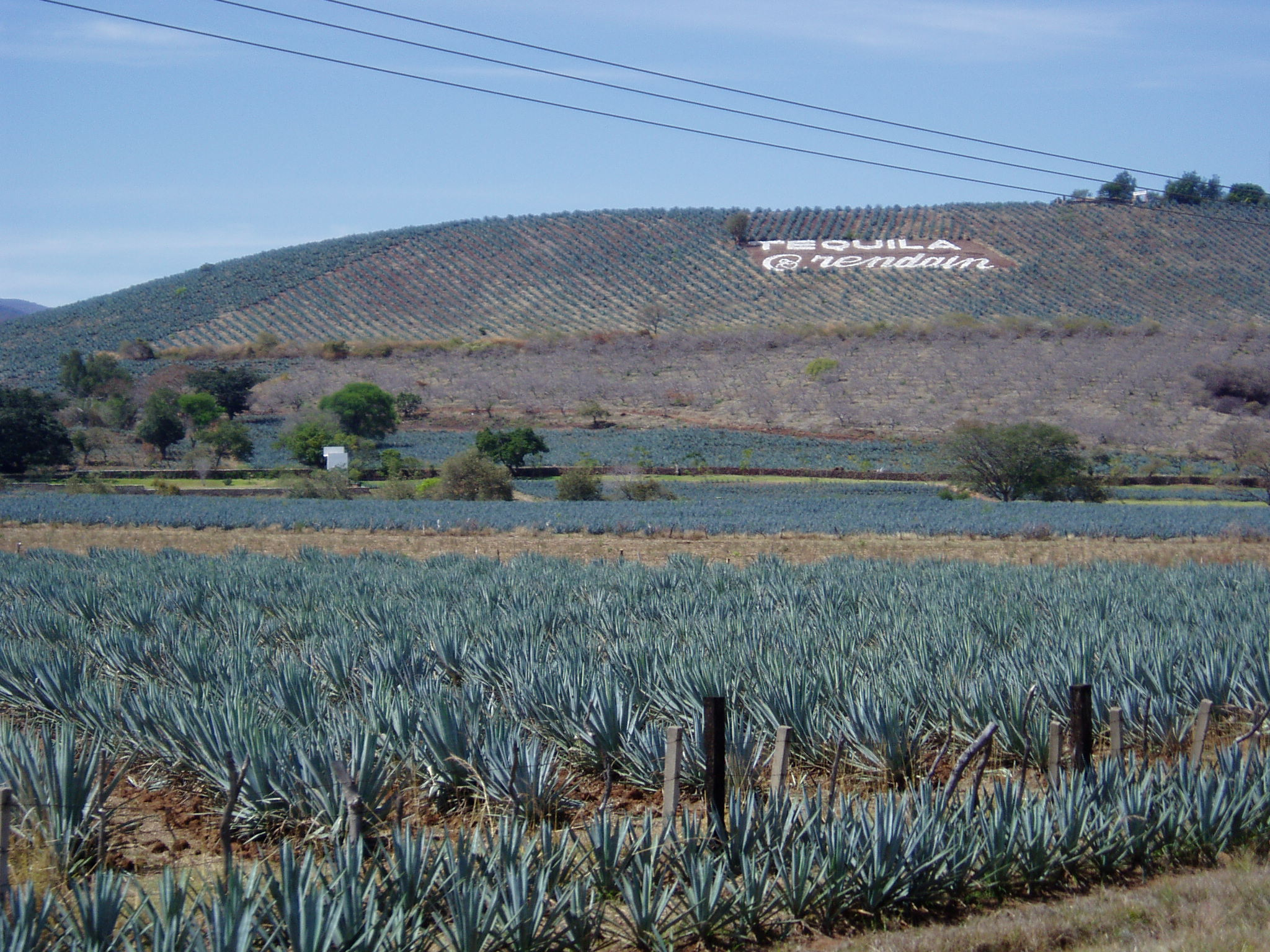
Pole agawy koło Amatitán (2005)
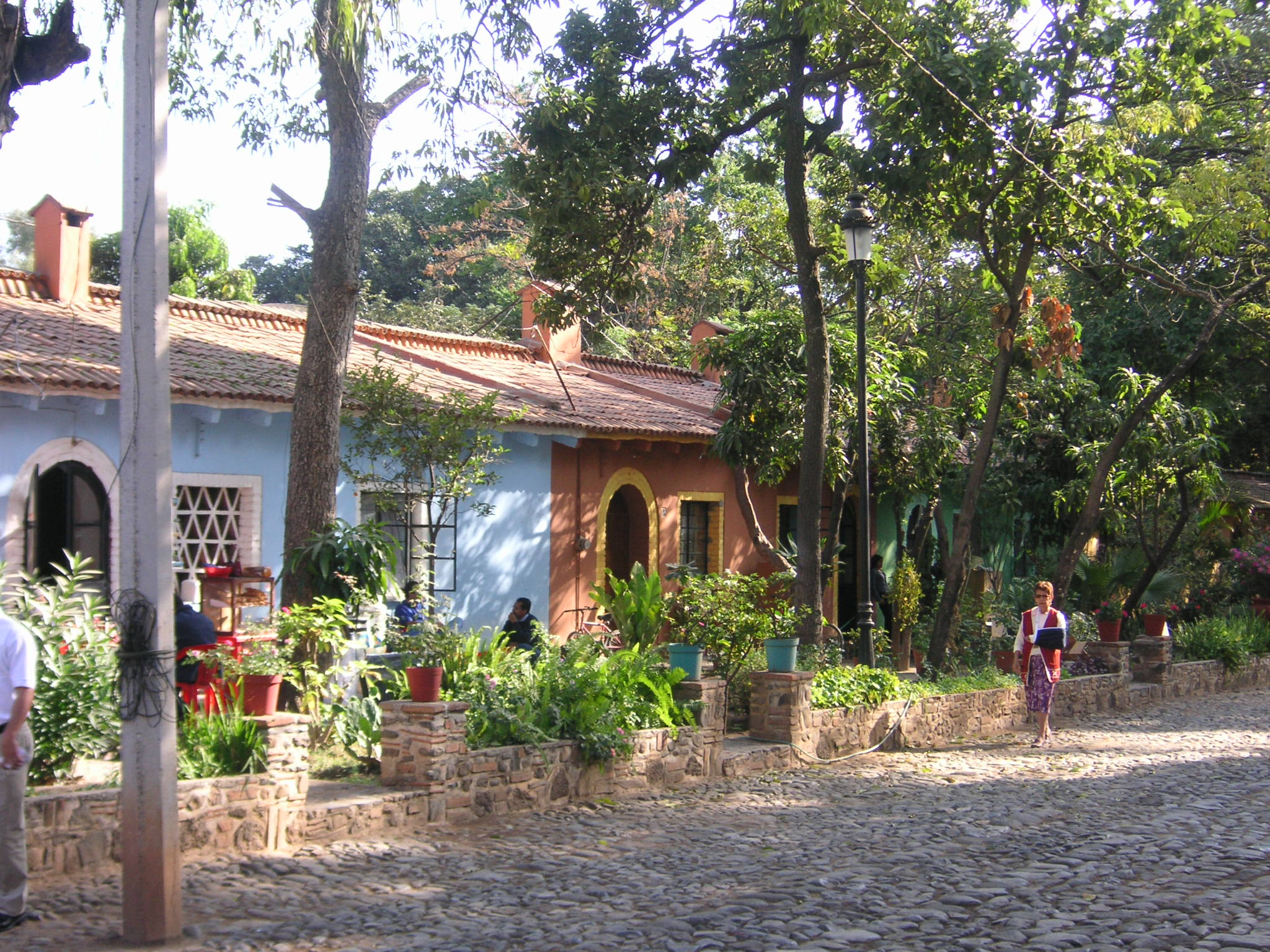
Dawne domy pracowników fabryki tequili El Jimador w Amatitán (2011)
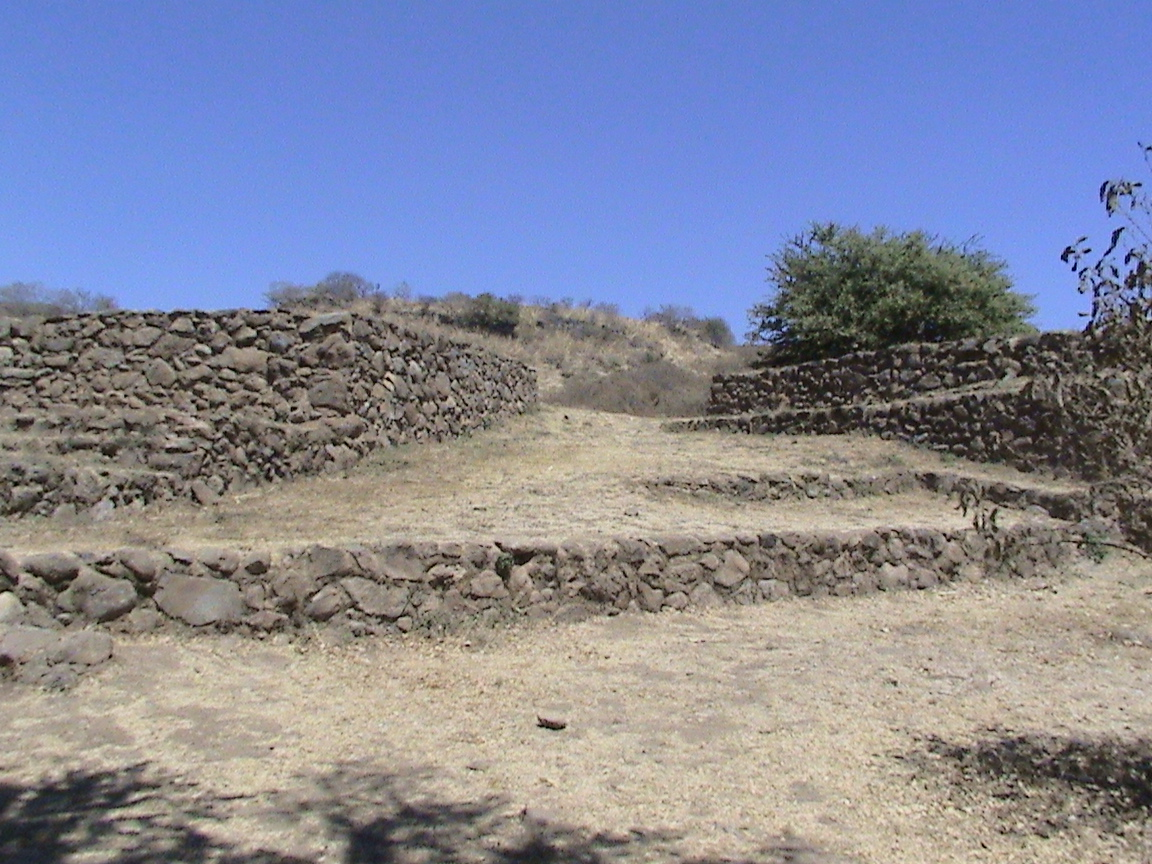
Wzgórze ceremonialne w Teuchitlán(inne języki) (2011)